# Consorcio de Transporte Metropolitano del Área de Jaén
El Consorcio de Transporte Metropolitano del Área de Jaén es una entidad pública constituida en julio de 2007 para crear y gestionar las infraestructuras y servicios de transporte en el área metropolitana de Jaén (España). El consorcio está compuesto por la Junta de Andalucía, la Diputación de Jaén y los ayuntamientos de los municipios consorciados: Albanchez de Mágina, Andújar, Arjona, Arjonilla, Cárcheles, Cazalilla, Escañuela, Espeluy, Fuensanta de Martos, Fuerte del Rey, Jaén, Jamilena, La Guardia de Jaén, Lahiguera, Los Villares, Mancha Real, Martos, Mengíbar, Pegalajar, Torreblascopedro, Torredelcampo, Torredonjimeno, Torres, Valdepeñas de Jaén, Villanueva de la Reina, Villardompardo y Villatorres.
El principal objetivo del consorcio es articular la cooperación económica, técnica y administrativa entre las administraciones consorciadas, permitiendo así pues aplicar un considerable ahorro económico en la utilización de los autobuses públicos interurbanos. Actualmente es posible la realización de transbordos de los autobuses interurbanos con los autobuses urbanos de Jaén y Martos y en el futuro se prevé que sea posible con el Tranvía de Jaén posibilitando un cuantioso ahorro económico. La tarjeta también puede ser utilizada en los otros consorcios de transporte metropolitano.

## Sistema tarifario

### Tarjeta de transporte

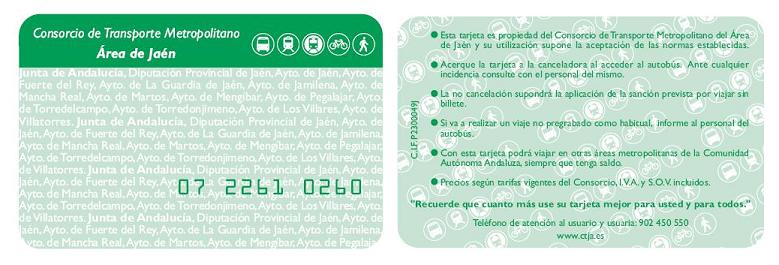
Tarjeta única de transporte metropolitano

La tarjeta de transporte del consorcio consiste en un monedero electrónico sobre tarjeta sin contacto, de carácter anónimo y transferible, que permite realizar un número ilimitado de viajes para una o varias personas siempre que tenga saldo suficiente. Las tarifas que se aplican al viajar con tarjeta de transporte son más baratas que con billete sencillo y permite un ahorro en torno a un 20%. En el caso de los transbordos entre autobuses urbanos e interurbanos el ahorro oscila en torno al 35% respecto al importe del abono urbano del municipio. La tarjeta puede adquirirse principalmente en los estancos de los municipios consorciados.
La tarjeta también puede ser utilizada en los otros consorcios de transporte metropolitano de Andalucía, correspondientes al área de Málaga, área de Sevilla, Campo de Gibraltar, Bahía de Cádiz, área de Granada, área de Almería, área de Córdoba y el Costa de Huelva.

### Zonas tarifarias
La zonificación adoptada está compuesta por seis coronas o zonas concéntricas (A,B,C,D,E y F), que tienen como epicentro a la capital jienense. Por tanto la zona A corresponde al todo el término municipal de Jaén y sus anejos, por lo que a medida que se va ampliando la longitud del trayecto, se incrementa un porcentaje el coste del viaje al pasar de una zona a otra. El obtetivo de este sistema tarifario, no es otro que conseguir establecer un sistema tarifario homogéneo e integrado para el conjunto del área, simplificando el modelo tarifario, y abaratar el coste de los viajes a los usuarios, especialmente a aquellos que hacen un uso más frecuente del transporte público.
| Zona A                             | Zona B | Zona C | Zona D | Zona E                                                                           | Zona F           |
| ---------------------------------- | --- | --- | --- | -------------------------------------------------------------------------------- | ---------------- |
| Jaén Las Infantas Grañena Jabalcuz | Fuerte del Rey Jamilena La Guardia de Jaén Campo Olivo Ciudad Jardín Curvín Venta Matías Los Villares Mancha Real (excepto Sotogordo) Pegalajar La Cerradura Torredelcampo Torredonjimeno | Fuensanta de Martos Martos Mengíbar Geolit Sotogordo (Mancha Real) Villardompardo Villatorres Torrequebradilla Vados de Torralba Villargordo | Cárcheles Cárchel Carchelejo Cazalilla Escañuela Espeluy Lahiguera Torres Valdepeñas de Jaén Villanueva de la Reina | Albanchez de Mágina Andújar Arjona Arjonilla Campillo del Río (Torreblascopedro) | Torreblascopedro |

### Tarifas

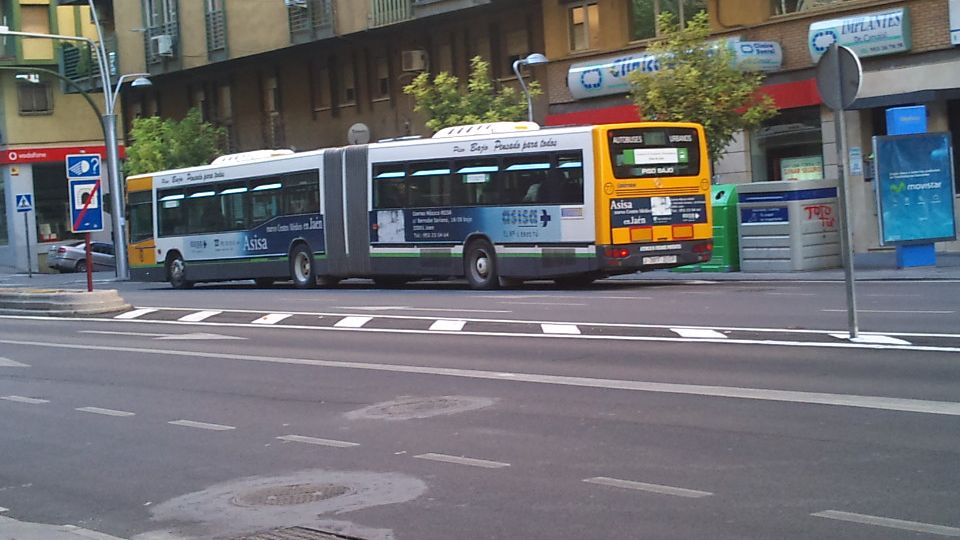
Autobús urbano de Jaén en la Avda. de Andalucía

Las tarifas vigentes, con entrada en vigor a 10 de abril de 2023, son las siguientes:
Tarifas urbanas
| Municipio | Sin transbordo | Con transbordo a / desde un modo interurbano metropolitano |
| --------- | -------------- | ---------------------------------------------------------- |
| Jaén      | 0.46 €         | 0.33 €                                                     |
| Martos    | 0.80 €         | 0.33 €                                                     |

Las líneas de autobús urbano que operan bajo la influencia del consorcio de transporte metropolitano corresponden a los sistemas de autobuses urbanos de Jaén y Martos, con los que es posible la realización de transbordos con las líneas interurbanas y viceversa.
Tarifas interurbanas
| Número de saltos | Billete sencillo | Tarjeta |
| ---------------- | ---------------- | ------- |
| 0                | 1.40 €           | 0.38 €  |
| 1                | 2.00 €           | 0.48 €  |
| 2                | 2.85 €           | 0.76 €  |
| 3                | 3.75 €           | 1.00 €  |
| 4                | 4.55 €           | 1.35 €  |
| 5                | 5.75 €           | 1.76 €  |

Se entiende por salto como el cambio de una zona tarifaria a otra.

## Líneas
Las líneas regulares de autobuses que actualmente operan bajo la influencia del consorcio del Área de Jaén son las siguientes:
Líneas de autobuses interurbanos
| Líneas interurbanas | Líneas interurbanas                        | Líneas interurbanas     | Líneas interurbanas              |
| Línea               | Trayecto                                   | Información de la Línea | Operadora                        |
| ------------------- | ------------------------------------------ | ----------------------- | -------------------------------- |
| M10-1               | Jaén-Sotogordo (por Vados de Torralba)     | Recorrido y horarios    | Autocares Montijano, S.L.        |
| M10-2               | Jaén-Villargordo                           | Recorrido y horarios    | Autocares Montijano, S.L.        |
| M10-4               | Villargordo-Mengíbar                       | Recorrido y horarios    | Autocares Montijano, S.L.        |
| M10-5               | Vados de Torralba-Villargordo              | Recorrido y horarios    | Autocares Montijano, S.L.        |
| M1-10               | Jaén-La Guardia de Jaén (por Puente Nuevo) | Recorrido y horarios    | Transportes Muñoz Amezcua, S.L.  |
| M11-2               | Jaén-Pegalajar                             | Recorrido y horarios    | Autocares Montijano, S.L.        |
| M1-14               | Albanchez de Mágina-Jaén                   | Recorrido y horarios    | Transportes Muñoz Amezcua, S.L.  |
| M1-20               | Pozo Alcón-Jaén                            | Recorrido y horarios    | Transportes Muñoz Amezcua, S.L.  |
| M13-2               | Las Casillas-Martos                        | Recorrido y horarios    | Autocares Calvo, S.L.            |
| M13-4               | La Carrasca-Martos                         | Recorrido y horarios    | Autocares Calvo, S.L.            |
| M13-5               | Villarbajo-Las Casillas                    | Recorrido y horarios    | Autocares Calvo, S.L.            |
| M14-1               | Noalejo-Jaén                               | Recorrido y horarios    | Transportes Romero, S.L.         |
| M1-5                | Quesada-Jaén                               | Recorrido y horarios    | Transportes Muñoz Amezcua, S.L.  |
| M15-1               | Jaén-Fuerte del Rey                        | Recorrido y horarios    | Transportes Marcos Muñoz, S.L.   |
| M15-2               | Andújar-Jaén (por Fuerte del Rey)          | Recorrido y horarios    | Transportes Marcos Muñoz, S.L.   |
| M1-6                | Jódar-Jaén                                 | Recorrido y horarios    | Transportes Muñoz Amezcua, S.L.  |
| M16-1               | Santa Elena-Jaén                           | Recorrido y horarios    | Transportes Samar, S.A.          |
| M16-2               | La Carolina-Jaén                           | Recorrido y horarios    | Transportes Samar, S.A.          |
| M16-3               | Bailén-Jaén                                | Recorrido y horarios    | Transportes Samar, S.A.          |
| M16-4               | Jabalquinto-Jaén                           | Recorrido y horarios    | Transportes Samar, S.A.          |
| M17-1               | Los Villares-Jaén                          | Recorrido y horarios    | Ana Álvaro Armenteros            |
| M17-2               | Jaén-Valdepeñas de Jaén                    | Recorrido y horarios    | Ana Álvaro Armenteros            |
| M18-1               | Fuensanta de Martos-Martos                 | Recorrido y horarios    | Transportes Ruiz Fuensanta, S.L. |
| M1-9                | Mancha Real-Jaén                           | Recorrido y horarios    | Transportes Muñoz Amezcua, S.L.  |
| M2-1                | Jaén-Martos                                | Recorrido y horarios    | Transportes Ureña, S.A.          |
| M2-12               | Jaén-Córdoba (ruta)                        | Recorrido y horarios    | Transportes Ureña, S.A.          |
| M2-13               | Jaén-Córdoba (directo)                     | Recorrido y horarios    | Transportes Ureña, S.A.          |
| M2-14               | Jaén-Lopera                                | Recorrido y horarios    | Transportes Ureña, S.A.          |
| M2-2                | Jaén-Jamilena                              | Recorrido y horarios    | Transportes Ureña, S.A.          |
| M2-3                | Jaén-Villardompardo                        | Recorrido y horarios    | Transportes Ureña, S.A.          |
| M2-4                | Alcaudete-Jaén                             | Recorrido y horarios    | Transportes Ureña, S.A.          |
| M3-103              | Úbeda-Jaén                                 | Recorrido y horarios    | Nex Continental Holdings, S.L.   |
| M3-60               | Granada-Cazorla                            | Recorrido y horarios    | Nex Continental Holdings, S.L.   |
| M3-80               | Jaén-Villarrodrigo                         | Recorrido y horarios    | Nex Continental Holdings, S.L.   |
| M4-1                | Chiclana de Segura-Jaén                    | Recorrido y horarios    | Autocares Jaén, S.L.             |
| M4-2                | Sorihuela del Guadalimar-Jaén              | Recorrido y horarios    | Autocares Jaén, S.L.             |
| M4-4                | Santa Elena-Jaén                           | Recorrido y horarios    | Autocares Jaén, S.L.             |
| M4-8                | Linares-Jaén                               | Recorrido y horarios    | Autocares Jaén, S.L.             |

Líneas de autobuses urbanos
| Líneas de autobús urbano de Jaén | Líneas de autobús urbano de Jaén                                                            | Líneas de autobús urbano de Jaén                                                                                       |
| Línea                            | Trayecto                                                                                    | Información de la línea                                                                                                |
| -------------------------------- | ------------------------------------------------------------------------------------------- | --- |
| 1                                | Peñamefécit - Centro                                                                        | Recorrido y horarios Archivado el 14 de julio de 2013 en Wayback Machine.                                              |
| 2                                | Polígono de los Olivares - Centro                                                           | Recorrido y horarios Archivado el 14 de julio de 2013 en Wayback Machine.                                              |
| 3                                | Cerro Molina - Palacio de congresos - Centro                                                | Recorrido y horarios Archivado el 14 de julio de 2013 en Wayback Machine.                                              |
| 4                                | La Alcantarilla - La Glorieta - Centro - Universidad - Centro comercial La Loma- Jaén Plaza | Recorrido y horarios Archivado el 14 de julio de 2013 en Wayback Machine.                                              |
| 5                                | Tiro Nacional - La Glorieta - Centro                                                        | Recorrido y horarios Archivado el 17 de agosto de 2013 en Wayback Machine.                                             |
| 6                                | Cementerio - Centro                                                                         | Recorrido y horarios Archivado el 14 de julio de 2013 en Wayback Machine.                                              |
| 7                                | Polígono El Valle - Universidad - Centro                                                    | Recorrido y horarios Archivado el 17 de agosto de 2013 en Wayback Machine.                                             |
| 8                                | La Alcantarilla - Centro - Avenida de Andalucía - Las Fuentezuelas                          | Recorrido y horarios Archivado el 17 de agosto de 2013 en Wayback Machine.                                             |
| 9                                | Tiro Nacional - Circunvalación - Polígono El Valle - Universidad                            | Recorrido y horarios Archivado el 14 de julio de 2013 en Wayback Machine.                                              |
| 10                               | Tiro Nacional - San Felipe - Centro - Polígono El Valle - Polígono Los Olivares             | Recorrido y horarios Archivado el 14 de julio de 2013 en Wayback Machine.                                              |
| 11                               | Tiro Nacional - San Felipe - Centro - Polígono Los Olivares                                 | Recorrido y horarios Archivado el 17 de agosto de 2013 en Wayback Machine.                                             |
| 12                               | Centro - Universidad - Centro comercial La Loma                                             | Recorrido y horarios Archivado el 17 de agosto de 2013 en Wayback Machine.                                             |
| 13 A.                            | Urb. Azahar - Centro - Cementerio                                                           | Recorrido y horarios Archivado el 17 de agosto de 2013 en Wayback Machine.                                             |
| 13 B.                            | Urb. Azahar - Centro - Puente Jontoya                                                       | Recorrido y horarios (enlace roto disponible en Internet Archive; véase el historial, la primera versión y la última). |
| 14                               | Avenida de Andalucía - Urb. Azahar - Centro comercial La Loma                               | Recorrido y horarios Archivado el 17 de agosto de 2013 en Wayback Machine.                                             |
| 15                               | La Magdalena - Centro - Polígono El Valle                                                   | Recorrido y horarios Archivado el 17 de agosto de 2013 en Wayback Machine.                                             |
| 16                               | Tiro Nacional - San Felipe - Centro - Avenida de Andalucía                                  | Recorrido y horarios Archivado el 17 de agosto de 2013 en Wayback Machine.                                             |
| 17                               | Urb. Azahar - Las Fuentezuelas - Universidad - Polígono El Valle                            | Recorrido y horarios Archivado el 17 de agosto de 2013 en Wayback Machine.                                             |
| 18                               | Urb. Azahar - Las Fuentezuelas - Centro                                                     | Recorrido y horarios Archivado el 17 de agosto de 2013 en Wayback Machine.                                             |
| 19                               | Bulevar - Paseo de la Estación - Renfe - Centro                                             | Recorrido y horarios Archivado el 17 de agosto de 2013 en Wayback Machine.                                             |
| INF                              | Las Infantas - Prisión provincial - Centro                                                  | Recorrido y horarios Archivado el 12 de mayo de 2016 en Wayback Machine.                                               |
| JAB                              | Jabalcuz - Centro                                                                           | Recorrido y horarios Archivado el 17 de agosto de 2013 en Wayback Machine.                                             |
| NEV                              | Hospital Doctor Sagaz (El Neveral)                                                          | Recorrido y horarios (enlace roto disponible en Internet Archive; véase el historial, la primera versión y la última). |
| PT                               | Puente Tablas - Santa Teresa - Centro                                                       | Recorrido y horarios Archivado el 31 de marzo de 2010 en Wayback Machine.                                              |
| VAL                              | Valdeastillas - Centro                                                                      | Recorrido y horarios Archivado el 17 de agosto de 2013 en Wayback Machine.                                             |